# Ugyen Wangchuck
Ugyen Wangchuk, född 1861, död 21 augusti 1926, var son till Samdrup Jigme Namgyal. Han valdes den 17 december 1907 till kung av Bhutan (Druk Gyalpo), och efterträddes vid sin död av sin son Jigme Wangchuk.